# Jenisejští Kyrgyzové

Chakasové v tradičním oděvu.

Jenisejští Kyrgyzové, též Jenisejští Kirgizové (čínsky 居骨, 纥骨, 结骨, pchin-jinem qigu, hegu, jiegu, obvyklou fonetikou: Čchi-ku, Che-ku, Ťie-ku), je označení turkických kmenů, které žily od starověku na horním toku Jeniseje, zejména na území Minusinské kotliny. V roce 550 vytvořili Kirgizové (Jenisejští Kyrgyzové) kaganát s čínským názvem Ťie-ku, který zanikl v roce 924 vzniknuvším Kyrgyzským kaganátem (840 až 1293). Ten byl pak rozvrácen podroben Mongoly. V 17. a 18. století pod tlakem Rusů a Ojratů (západomongolských kmenů) část Kirgizů (Jenisejští Kyrgyzové) odešla z horního toku Jeniseje na jih. Tato část se podílela na etnogenezi Kara-kirgizů (Kyrgyzové). Část, která zůstala v původních sídlištích, se rozhodující měrou podílela na etnogenezi Čchien-kchunů (Chakasové). Kirgizové (Jenisejští Kyrgyzové) byli kočovní pastevci, věnovali se ale i zemědělství. Zanechali po sobě četné nápisy na kamenných stélách, psané starotureckým runovým písmem.

## Raný středověk
Pod vedením Kirgizského klanu (Jenisejští Kyrgyzové) byl vytvořen stát, v čínských zdrojích nazýván kaganát Ťie-ku, nebo v západní literatuře, kaganát Jenisejských Kyrgyzů (550–924). Kaganát Ťie-ku zanikl vznikem nástupnického Kyrgyzského kaganátu.
Rasový image Kirgizů (Jenisejští Kyrgyzové) tohoto období je neznámý, ale pravděpodobně byl stejný jako u starověkých zástupců Ting-lingské europoidní rasy Střední Asie. Nicméně řada vědců věří že v centru Ting-lingů, alespoň v menší míře v 1. století byly i turkofonní kmeny. Kirgizové (Jenisejští Kyrgyzové) byli kočovní pastevci, věnovali se ale i zemědělství. Jejich runové písmo (Jenisejská abeceda) na severu bylo podobné tomu které používali Ujgurové k záznamu textů. Písmo pak bylo přeneseno k jejich jihovýchodním sousedům etnickým Turkům (Orchonská abeceda). Kirgizové (Jenisejští Kyrgyzové) byli manichejci. 

## Vládcové Sia-ťias'ů (648-863)
| pořadí | jméno z čínské fonotvorby | pseudonymní jméno v čínštině                                                                                               | období vládnutí | jméno v češtině | osobní jméno v čínštině                                                | poznámky                                   |
| ------ | ------------------------- | --- | --------------- | --------------- | ---------------------------------------------------------------------- | ------------------------------------------ |
| 01.    | Šıpoku Ačan               | čínsky znaky 失钵屈阿栈 pchin-jinem shībōqūāzhàn čínsky v českém přepisu Š'poku-a-čan                                      | 643–680         | Kujmao          | čínsky znaky 癸卯 pchin-jinem guǐmǎo čínsky v českém přepisu Kuej-mao  |                                            |
| 02.    | Ta Čiamu                  | čínsky znaky 塔恰木 pchin-jinem tǎqiàmù čínsky v českém přepisu Tcha-čchia-mu                                              | 681–693         | Sinsi           | čínsky znaky 辛巳 pchin-jinem xīnsì čínsky v českém přepisu Sin-si     | 骨咄禄 – gǔduōlù                           |
| 03.    | Ťie Chungcan-fufu         | čínsky znaky 结黉蚕匐肤 pchin-jinem jiéhóngcánfúfū čínsky v českém přepisu Ťie-chung-cchan-fufu                            | 693–708         | Kujsi           | čínsky znaky 癸巳 pchin-jinem guǐsì čínsky v českém přepisu Kuej-si    |                                            |
| 04.    | Bars-beg                  | čínsky znaky 巴而思匐 pchin-jinem baérsīfú čínsky v českém přepisu Paer-sifu                                               | 708–711         | Wušen           | čínsky znaky 戊申 pchin-jinem wùshēn čínsky v českém přepisu Wu-šen    |                                            |
| 05.    | Kutluk Bilgä-kagan        | čínsky znaky 骨笃禄毗伽可汗 pchin-jinem gǔdǔlùpíjiā kèhán čínsky v českém přepisu Kutulu-pchiťia kche-chan                 | 711–722         | Sinchaj         | čínsky znaky 辛亥 pchin-jinem xīnhài čínsky v českém přepisu Sin-chaj  |                                            |
| 06.    | Isipoše Joučepiši-tegin   | čínsky znaky 伊悉钵舍友者毕施颉斤 pchin-jinem yīxībōshěyouzhěbìshījiéjīn čínsky v českém přepisu Isipoše-jouče-piši-ťieťin | 722             | Žensü           | čínsky znaky 壬戌 pchin-jinem rénxū čínsky v českém přepisu Žen-sü     |                                            |
| 07.    | Inanču Čör-tegin          | čínsky znaky 俱力贫贺忠颉斤 pchin-jinem jùlìpínhèzhōngjiéjīn čínsky v českém přepisu Ťülipchin-chečung-ťieťin              | 723–758         | Kujchaj         | čínsky znaky 癸亥 pchin-jinem guǐhài čínsky v českém přepisu Kuej-chaj | 十一 – shíyī                               |
| 08.    | Bilgä Tung-tegin          | čínsky znaky 毗伽顿颉斤 pchin-jinem píjiādùnjiéjīn čínsky v českém přepisu Pchiťia-tun-ťie-ťin                             | 758–790         | Wusü            | čínsky znaky 戊戌 pchin-jinem wùxū čínsky v českém přepisu Wu-sü       |                                            |
| 09.    | Ťien Kun-kagan            | čínsky znaky 坚昆可汗 pchin-jinem jiānkūn kèhán čínsky v českém přepisu Ťien-kchun kché-chan                               | 790–822         | Kengwu          | čínsky znaky 庚午 pchin-jinem gēngwǔ čínsky v českém přepisu Keng-wu   |                                            |
| 10.    | Jingwu Čengming-kagan     | čínsky znaky 英武诚明可汗 pchin-jinem Yīngwǔchéngmíng kèhán čínsky v českém přepisu Jingwu-čcheng-ming kché-chan           | 822–863         | Ženjin          | čínsky znaky 壬寅 pchin-jinem rényín čínsky v českém přepisu Žen-jin   | 裴罗 – péiluō 骨咄禄 – gǔduōlù 亚尔 – yàěr |